# Micael Dahlen
Micael Dahlen (folkbokförd Dahlén), född 18 juni 1973 i Stockholm, är en svensk ekonom, författare och professor i ekonomi vid Handelshögskolan i Stockholm. 
I oktober 2023 utsågs han till professor vid Handelshögskolans Center for wellbeing, welfare och happiness. Hans uppdrag är att bygga detta center till ett världsledande kunskapscenter. Dahlen blev i och med denna tjänst "världens första professor i lycka". Där håller han bland annat kursen Happiness and Wellbeing: Making a Better Life.
Han är uppvuxen i Hägersten i Stockholm. Numera bor han i Älvsjö i Stockholm.

## Författare och skribent
Micael Dahlen debuterade som författare 2002. Efter några böcker om marknadsföring och kommunikation har senare böcker beskrivits som mer personliga och mer populära. Han har tidigare skrivit för bland annat Göteborgs-Posten och Aftonbladet och är nu medarbetare i Svenska Dagbladet där han skriver serien Livet i siffror .

### Böcker

#### Nextopia
Nextopia utkom 2008 och beskriver förväntningssamhället, som utsågs till nyord 2008.

#### Monster
Monster utkom år 2011 och beskriver Dahlens möten med fem av världens mest kända seriemördare, däribland Charles Manson, som han som enda svensk träffat. I boken undersöker han människans fascination för ondska genom att diskutera seriemördarnas fans, och därtill sin egen fascination för mördarna. Arbetet med boken påverkade Dahlen starkt och ledde till sist till att han gick in i väggen.

#### Livet på Mars
Livet på Mars utkom år 2014 och är Micael Dahlens enda skönlitterära bok. Den handlar om utomjordingen Marty som känner sig främmande här på jorden. Ett sista desperat försök att ta sig hem till Mars gör att han kastas in i en halsbrytande jakt på mening och sammanhang.

#### Kaosologi
Kaosologi utkom år 2016 och baserar sig på Dahlens erfarenheter under det år han försökte förändra 40 vanor. Boken är uppbyggd kring tio nyord. Under 2016 och 2017 turnerade Dahlen med en scenföreställning med samma namn (se "scen" nedan).

#### Starkt kul – ingen kan bli perfekt men alla kan bli skitbra
Starkt kul utkom år 2019 och är en bok om träning på ett annorlunda, roligare sätt.

#### En liten bok om lycka
En liten bok om lycka utkom år 2020. I boken försöker författaren ge svar på frågan vad som gör oss lyckliga, genom att peka på resultaten från sin egen och andras forskning på området. Dessutom får läsaren 13 konkreta tips vilka kan få oss att trivas bättre med våra liv.
En liten bok om meningen med livet
En liten bok om meningen med livet utkom år 2020 och är en fristående uppföljare till succén En liten bok om lycka. Med hjälp av egna och andras forskningsstudier så hittar Micael Dahlen en hel del mindre delsvar på den stora frågan – svar som var för sig eller tillsammans kan ge en betydligt större känsla av syfte med våra liv. 
Sifferdjur : Hur siffrorna styr våra liv
Micael Dahlen och medförfattaren Helge Thorbjørnsens bok Sifferdjur utkom 2021. I boken visar de två ekonomiprofessorerna hur siffrorna styr oss långt mer än vi tror – hur försiffrade vi har blivit. Med hjälp av forskning visar de hur siffrorna påverkar hur vi tänker, känner och mår.

## Scen
Micael Dahlen föreläser till största del internationellt och för flera branscher inom näringslivet, ideella organisationer, politiker och skolor.
Under 2016 turnerade Dahlen med scenföreställningen Kaosologi, baserad på boken med samma namn. Upsala Nya Tidning skriver: "[...] i sin roll som ekonomiprofessor måste Micael Dahlen tygla sina vildaste idéer. Det är de krafterna som han ska släppa lös på Reginateatern ikväll." Recensenten beskriver Dahlen: "det är som att han ser sitt eget liv som ett psykologiskt experiment".
Den 23 februari 2018 deltog Micael Dahlen i ett samtal om beteendeekonomi på Nobelcenter. Samtalet var det första av tre i en samtalsserie om nobelpristagare och deras ämnen. Det samtal Dahlen deltog i kretsade kring Richard Thaler, tilldelad ekonomipriset till Alfred Nobels minne år 2017.
Under 2019 samarbetade han med Dramaten i en performance lecture "Om lycka", som baserar sig på Dahlens forskning i ämnet. Föreställningen var en blandning mellan teater och föreläsning och gjordes ackompanjerad av skådespelaren och komikern Johan Ulveson och en pianist på scen.

## Forskning och studier
Han började studera vid Handelshögskolan i Stockholm 1992, där han blev civilekonom. Efter grundutbildningen fortsatte Dahlen med forskarstudier vid samma lärosäte och blev ekonomie doktor 2001 när han disputerade med doktorsavhandlingen Marketing on the Web. Empirical Studies of Advertising and Promotion Effectiveness. Han utnämndes den 13 mars 2008 till professor i företagsekonomi med särskild inriktning mot marknadsföring.
Dahlen forskar och utbildar i affärs- och värdeskapande med utgångspunkt i konsumentbeteende och marknadskommunikation. Dahlen har även publicerat vetenskapliga artiklar om kreativitet, innovationer, varumärken, media, reklam och pr. Dahlen har också agerat referentgranskare för flera stora facktidningar, såsom American Journal of Business and Management, Journal of Consumer Psychology, Journal of the Academy of Marketing Science (JAMS) och Creativity Research Journal.
Dahlen tilldelades Partnerprogrammets forskarpris vid Handelshögskolan i Stockholm 2005 med motiveringen 
| ”                  | ”Han har på kort tid etablerat sig som en internationellt välkänd forskare inom reklam- och kommunikationsområdet. Detta visas av det stora antal artiklar han på kort tid har publicerat i världsledande tidskrifter. Flera av hans artiklar ingår också som kurslitteratur vid ledande europeiska och amerikanska handelshögskolor och han har belönats med så kallade ”Best paper awards” vid internationella konferenser. Hans experimentella reklamforskning har utvecklat kunskapen om reklamens funktionssätt och effekter avseende såväl reklam i traditionella medier som via Internet. Hans forskning och undervisning har också haft en klart praktisk relevans, vilket visat sig i att han som förste akademiker av Sveriges reklamförbund tilldelats det mycket prestigefyllda Bengt Hanser-stipendiet” | „ |
| – www.forskning.se | |   |

Micael Dahlen har varit med i juryn för flera olika utmärkelser, däribland Augustpriset 2011.
I oktober 2023 utsågs han till professor vid Center for Wellbeing, Welfare and Happiness  på Handelshögskolan i Stockholm.

## Konstprojekt

### #IamMonaLisa
Under våren 2015 startade Dahlen ett konstnärsprojekt. Genom en utställning på Avesta Art bjöd han in alla som ville att vara med och skapa en modern Mona Lisa, ett nytt porträtt genererat av selfies, alla uppladdade under hashtagen #IamMonaLisa. Vid samma tillfälle ställde han också ut tre skulpturer av sig själv i olika material som en kommentar till en ny, ohållbar livsstil.

### The person before me
Detta konstverk var en miniatyr av Dahlen själv, tillverkad av Dahlens eget DNA insamlat under ett års tid. Detta material bestod av hår, naglar och hudflagor, vilka maldes ner för att sedan köras genom en 3D-skrivare. Den 3D-utskrivna miniatyren var menad att illustrera det faktum att man inte är samma person från dag till dag, rent biologiskt eftersom cellerna i kroppen ständigt byts ut.

### Powerplant 101
Powerplant 101 var ett interaktivt konstverk som ville visa hur mycket energi vi slösar på negativa kommentarer. Verkets besökare fick läsa olika positiva och negativa kommentarer som fällts över en grupp personer, samtidigt som de hade handen liggande på en GSR-platta (galvanic skin response) som avläser induktion i huden och visar känslomässig reaktion. Energin som fångades upp användes till att lysa upp hus.

## Utmärkelser

### Mottagna utmärkelser (i urval)
- Sveriges Kommunikationsbyråers Bengt Hanser-stipendium 2004[39]
- Partnerprogrammets forskarpris vid Handelshögskolan i Stockholm 2005[40]
- Söderbergska Center of Excellence scholarship 2007-2009
- Stora Annonsörpriset 2009[41]
- Ranked Top Speaker No.1 Sweden 2009
- Emerald Literati Network Award for Excellence 2011[42]
- Outstanding Reviewer, International Journal of Advertising 2013[43]
- APA Recommended List of Psychological Tests (perceived fitness measure) 2015[44]
- Ranked Global Top 1 Percent, individual research in marketing communications 2015
- Mensapriset 2017[45]

## Framträdanden

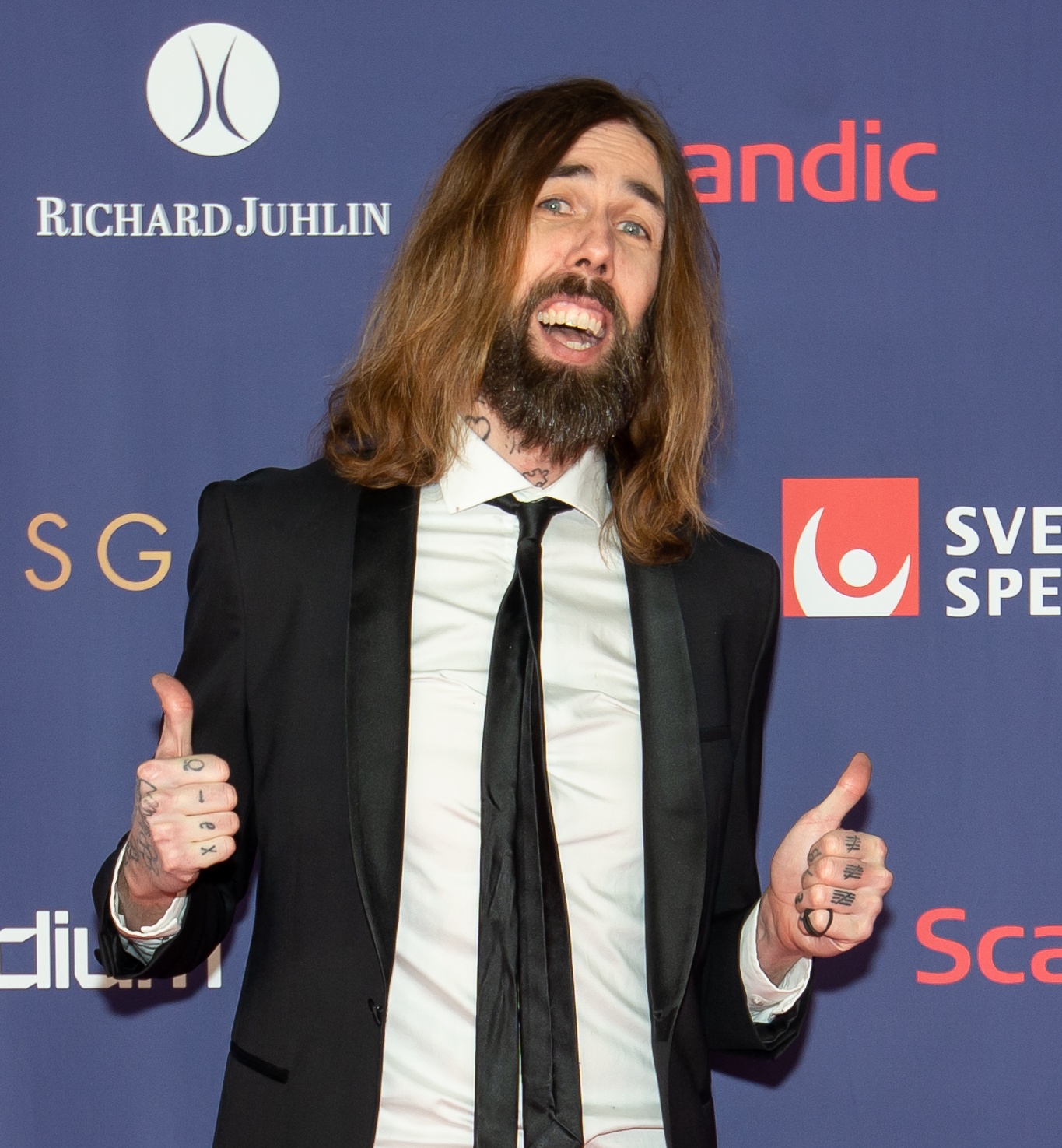
Micael Dahlen på Svenska Idrottsgalan 2023.

### TV
Under 2015 var Dahlen med i tv-programmet Plus i SVT, i inslaget Hur blir det med pengarna i framtiden?
Dahlen har också medverkat i följande inslag:
- Micael Dahlén om att våga gå sin egen väg (och Livet på Mars), Nyhetsmorgon[47]
- Ställ er på bänken UR
- Klockan 9 hos stjärnorna, del av Halv åtta hos mig, TV4[48]
- Micael Dahlén förklarar hur ett land kan gå i konkurs, TV4[49]
- Professor Micael Dahlén om vår längtan efter nytt, Tv4[50]
- Micael Dahlén om varför vissa är besatta av mördare, Malou efter 10[51]
- Micael Dahlén om boken Monster, TV4[52]

### Radio
Den 15 juli 2010 sommarpratade Dahlen om att förfäras, förundras och förföras av en värld med oändliga möjligheter.
Dahlen har medverkat i följande program:
- Micael Dahlén ändrade 40 vanor på ett år P5 Stockholm.[55]
- Han har träffat världens mest fruktade mördare, P5 Stockholm.[56]
- Hur hänger pengar och psykisk ohälsa ihop?, Psyket P3[57]

### Svenska böcker
- Marknadsföring i nya media : marknadsföring i kubik. Malmö: Liber. 2002. Libris 8410521. ISBN 91-7055-308-4 (inb.)
- Marknadsförarens nya regelbok : varumärken, reklam och media i nytt ljus. Malmö: Liber Ekonomi. 2003. Libris 8875075. ISBN 91-47-07247-4 (inb.)
- Optimal marknadskommunikation (med Fredrik Lange). Malmö: Liber Ekonomi. 2003. Libris 8844692. ISBN 91-47-06573-7
- Kreativitet som skapar bättre affärer : träna dig till framgång. Stockholm: Volante. 2006. Libris 10162912. ISBN 91-974919-7-7
- Nextopia : livet, lyckan och pengarna i förväntningssamhället. Stockholm: Volante. 2009. Libris 11586003. ISBN 978-91-978368-0-7
- Monster. Stockholm: Volante. 2011. Libris 12310055. ISBN 978-91-86815-66-0 (inb.)
- Livet på Mars. Stockholm: Volante. 2014. Libris 14857460. ISBN 9789187419300 (inb.)
- Kaosologi. Stockholm: Volante. 2016. Libris 19523654. ISBN 9789188123589 (inb.)
- Starkt kul: ingen kan bli perfekt - men alla kan bli skitbra. Stockholm: Volante. 2019. Libris w570g580t1jmfbfx. ISBN 9789188869173
- En liten bok om lycka. Stockholm: Volante. 2020. Libris v5mtbht7sphf62bh .  ISBN 9789189043428
- En liten bok om meningen med livet. Stockholm: Volante. 2020. Libris m0p6nzk0k99qsx89 . ISBN 9789179650858
- Sifferdjur : hur siffrorna styr våra liv (tillsammans med Helge Thorbjørnsen. Stockholm: Volante. 2021. Libris 9r0jxmnk7fs2vz3d . ISBN 9789179653200

### Engelska böcker
- Creativity unlimited : thinking inside the box for business innovation. Chichester: Wiley. 2008. Libris 11215327. ISBN 9780470770849
- Nextopia (eng.). Volante. 2009. ISBN 9789187419171
- Marketing communications : a brand narrative approach (med Fredrik Lange & Terry Smith). Chichester: Wiley. 2010. Libris 11811087. ISBN 9780470319925
- Sara Rosengren, Micael Dahlén, Shintaro Okazaki (Eds.) (2013). Advances in advertising research. Vol. 4, The changing roles of advertising. Wiesbaden: Springer Gabler. Libris 16555494. ISBN 9783658023645